# Habitus (sociologie)
Habitus (lat. postoj, vzhled, oblečení; z lat. habere, mít, vlastnit) je soubor dispozic jak jednat, myslet a vnímat okolní svět určitým způsobem a tendenci, jak na něj následně reagovat. Dochází tak k částečnému programování jednání jednotlivých aktérů. Je odrazem všech vnějších sociálních struktur. Tyto dispozice jsou obvykle sdíleny lidmi s podobným zázemím (z hlediska sociální třídy, náboženství, národnosti, etnického původu, vzdělání, profese atd.) Takto habitus představuje způsob, jakým kultura a osobní dějiny utvářejí tělo a mysl a v důsledku toho vytvářejí sociální akci v současnosti.
S tímto pojmem se pracovalo už dříve. Habitu se přikládal význam například díky tomu, že poskytoval silné propojení hned několika aspektů světa (reality) – kulturních, psychologických, společenských ale i biologických.
Loïc Wacquant napsal o habitu, že je starým filosofickým pojmem, který vznikl už u Aristotela a jeho pojem hexis („stav“) byl přeložen jako habitus středověkými scholastiky. Termín byl v sociologii poprvé rozpracován Norbertem Eliasem v „Civilizačním procesu“ (1939), ale je přítomen také v díle Maxe Webera, Gilles Deleuzeho nebo Edmunda Husserla.
Pojem habitus je velmi používaný (objevuje se ve 400 000 publikacích Google Scholar), přesto však vyvolal kritiku pro jeho údajný determinismus.

## Habitus podle N. Eliase
Norbert Elias (1897–1990) byl německý sociolog a filosof židovského původu, který používal pojem dříve, než jej zpopularizoval P. Bourdieu. Koncept Pierra Bourdieu je někdy chápán pouze jako syntéza již dříve zpracovaných teorií Norberta Eliase a Marcela Mausse.
Elias definuje habitus jakožto aspekty, které určují rozdělení jednotlivců do skupin podle zvyků a určitých vzorců v chování. Vysvětloval habitus také jako určité impulsy, které vkus a zvyky určují. V zásadě pro něj pojem představoval strukturu osobnosti nebo obrázek sebe sama, který podle něho tvoří půdu, ze které vyrůstají osobní charakterové vlastnosti, jimiž se jedinec do určité skupiny společnosti řadí, ale které ho od ostatních členů zároveň odlišují. Podle Erica Dunninga a Stephena Mennela, Elias habitus vykládal jako ztělesněné sociální učení.

## Habitus podle P. Bourdieu
Pierre Bourdieu (1930–2002) byl francouzský sociolog a antropolog. Vystudoval filosofii v Paříži na École normale supérieure a po studiích krátce působil jako profesor na gymnáziu. V roce 1955 byl odvelen na povinnou vojenskou službu do Alžírska, kde zůstal i po skončení své služby.
Začal vyučovat jako asistent na místní filosofické fakultě a provedl několik terénních etnografických výzkumů mezi původním kabylským obyvatelstvem. Tyto výzkumy mu posloužily jako základ jeho pozdějších sociologických prací. Byl jmenován profesorem na prestižní Collège de France. V devadesátých letech vystupoval proti neoliberalismu, zemřel po vážné nemoci v lednu 2002 a je pohřben na pařížském hřbitově Père Lachaise.
Bourdieu pojmem habitus popisuje celkové vystupování, zjev jedince. Koncept sám nevynalezl, pouze redefinoval a upřesnil. Poměrně často citovaná je následující Bourdieuova definice:
„Habitus je systémem trvalých, přenositelných dispozic, strukturovaných struktur majících sklon fungovat jako strukturující struktury... objektivně „regulovaných“..., aniž by však byl produktem podřízenosti pravidlům. Může být kolektivně organizovaný, aniž by byl produktem organizačního úsilí nějakého dirigenta.“
Habitus je tedy soubor individuálních a individualizovaných (tedy nikoliv kolektivních!) dispozic, tj. předpokladů k tomu vnímat, myslet a jednat ve světě určitým způsobem. Projevuje se například ve stylu života, vkusu, řeči či způsobu oblékání. Na habitu můžeme odhadnout společenský status člověka. Je sice možné, aby se daná osoba za určitých okolností umístila ve společenském žebříčku na nižší či vyšší příčce, ale habitus je (alespoň z krátkodobého hlediska) neměnný, protože představuje „sedimentaci“ dispozic. Pro správné pochopení pojmu je třeba počítat s rozdělením společnosti podle určitých kritérií. Bourdieu vysvětluje habitus na třech charakteristických rozděleních: rozdělení na sociální třídy, pohlaví a tzv. sociální pole.
Habitus tedy rozděluje do tří kontextů:
1. genderové rozlišení
2. sociální třídy
3. sociální pole

### Habitus a genderové rozlišení
Z hlediska pohlaví je rozdělena každá společnost. Jedná se o dva protipóly (muž a žena), jejichž vnímání je v nás hluboce zakořeněné, a tak při vší snaze o rovnoprávnost jako rozdělení trvá.  Rozlišení je v tomto případě zřetelné již od raného dětství. Protože je habitus zakořeněný („navrstvený“), nevědomky tuto roli přijímáme a tím umožňujeme diferenciaci na obvykle vládnoucího (muže) a ovládanou (ženu).
„Je zjevné, že učení mužským a ženským rolím má dalekosáhlý vliv. Pokud se snažíme těmto tradičním úlohám vyhnout, narážíme obvykle na značné obtíže. Společnost od každého očekává, že se bude chovat „mužsky“ nebo „žensky“; v praktickém životě se tato očekávání naplňují a reprodukují.“

### Habitus a sociální třídy
Společnost je rozdělena podle majetku, původu, etnika, vyznání aj. do sociálních tříd. Ty jsou seřazeny od nejnižší po nejvyšší a přechody mezi nimi jsou postupné – jedná se o dva protipóly prokládané různými mezistupni.

### Habitus a sociální pole
Sociální pole srovnává Bourdieu s „hrou“ o lepší pozice. Je to tedy rozlišení na základě funkcí – ty jsou jasně definované a každý ví, co od nich očekávat. Podobně jako u sociálních tříd je rozlišení postupné – má strukturu schodů. Snaha dostat se výš a najít si svou funkci se stává přirozenou a je ukládána do habitu.